# Царистичка аутократија
Царистичка аутократија (рус. царское самодержавие; трансцр. царско самодржавије), такође названа и царизам, био је облик аутократије (касније апсолутне монархије) специфичан за Велику московску кнежевину и државе наследнице, примарно Руско царство. У овој врсти уређења је цар у принципу поседовао ауторитет и богатство, са више моћи од уставних монарха, уз противтежу законодавне власти, као и више верске власти од западних монарха. Царистичка аутократија је настала у време Ивана III (1462−1505), а укинута је након Руске револуције 1917. године.

## Алтернативни називи
Царистичка аутократија, руска аутократија, московска аутократија, царски апсолутизам,  империјални апсолутизам, руски апсолутизам, московски апсолутизам, московски деспотизам, руска деспотовина, царска деспотовина или царска деспотовина.

## Историја
Иван III (владао 1462-1505) је надоградио византијске традиције и поставио темеље за царску аутократију која ће, уз неке варијације, управљати Русијом вековима. Апсолутизам у Русији се постепено развијао током 17. и 18. века, заменивши деспотовину Великог московског кнежевине.
Након хаотичног Смутног времена (1598-1613), први монарх из династије Романов, Михаил Руски (владао 1613-1645), изабран је на престо на Земском сабору („скупштина земље“). За време Михаилове владавине, када је династија Романов још била слаба, такве скупштине су сазиване сваке године. Династија Романов је учврстила апсолутну власт у Русији за време владавине Петра Великог (владао 1682-1725), који је смањио моћ племства и ојачао централну власт цара, успостављајући бирократску државну службу засновану на Табели рангова али теоретски отворен за све слојеве друштва, уместо местничества само за племство које је Феодор III укинуо 1682. године на захтев највиших бојара. Петар I је такође ојачао државну контролу над Руском православном црквом.
Петрове реформе изазвале су низ дворских преврата који су настојали да поврате власт племства. Да би их окончала, Катарина Велика, чија се владавина (1762-1796) често сматра врхунцем апсолутизма у Русији, 1785. издала је Повељу племству, правно афирмишући права и привилегије које су племићи стекли претходних година, и издала је Повељу о градовима, којом се успоставља општинска самоуправа. Ово је смирило моћне слојеве друштва, али оставило стварну моћ у рукама државне бирократије. Надовезујући се на то, Александар I (владао 1801-1825) основао је Државни савет као саветодавно законодавно тело. Александар II (1855-1881) успоставио је систем изабране локалне самоуправе (земство) и независан правосудни систем, али Русија није имала представничку скупштину на националном нивоу (Думу) нити устав све до Револуције 1905. године.
Систем је укинут након руске револуције 1917. године.

## Карактеристике
Сам цар, оличење суверене власти, стајао је у средишту царске аутократије, са пуном влашћу над државом и народом. Аутократа је преносио власт на лица и институције које су деловале по његовом наређењу иу границама његових закона, за опште добро целе Русије. Цар је метафорички био отац, а сви његови поданици били су његова деца; ова метафора се чак појавила у православним букварима, и памти се у уобичајеном руском изразу „царь-батушка“ цар-батјушка („цар-мили отац“).
Штавише, супротно покрету за одвајање цркве од државе у западноевропским монархијама, Руска империја је комбиновала монархију са врховном влашћу по питањима вере (погледајте Реформу цркве Петра I и цезаропапизам за детаље).
Још једна кључна карактеристика везана за патримонијализам . У Русији је цар поседовао много већи део државе (земља, предузећа, итд.) него западни монарси. 
Царска аутократија је имала много присталица унутар Русије. Међу главним руским заговорницима и теоретичарима аутократије били су писац Фјодор Достојевски, Михаил Катков, Константин Аксаков, Николај Карамзин, Константин Победоносцев  и Петар Семјонов. Сви су тврдили да је јакој и просперитетној Русији потребан јак цар и да су јој филозофије републиканизма и либералне демократије стране Русији.

## Утицаји
Неки историчари виде традицију царске аутократије као делимично одговорну за постављање темеља за тоталитаризам у Совјетском Савезу. Они виде традицију аутократије и патримонијализма као доминантну руску политичку културу вековима; на пример, Стивен Вајт је описан као „најдоследнији“ бранилац става да је јединственост руског политичког наслеђа неодвојива од његовог етничког идентитета. По Вајтовом мишљењу, аутократија је одлучујући фактор у историји руске политике. Написао је да је руска политичка култура „укорењена у историјском искуству вековног апсолутизма“. Та гледишта су оспоравали и други историчари, на пример, Николај Н. Петро и Мартин Малиа. Ричард Пајпс је још један утицајни историчар међу неспецијалистима који заступа став о посебности руске историје и политичког система, описујући апсолутизам московског политичког система као „патримонијални“, а стабилност Совјетског Савеза је видео у чињеници да су Руси прихватио легитимитет ове патримонијалне организације.
Неки историчари су указали на расни елемент у концепту. На пример, амерички аналитичари хладног рата, укључујући Џорџа Кенана, повезивали су аутократску владавину совјетске владе са татарским утицајима током њене историје, а биографије руских лидера често су наглашавале њихово могуће азијско порекло. Они су тврдили да су азијски утицаји Русе, заједно са Кинезима, учинили неповерљивим.

## Критика концепта
Историчари различитог порекла критиковали су концепт царске аутократије у њеним различитим облицима. Њихове критике се крећу од тога да су различити називи модела сувише нејасни, до његових хронолошких импликација (немогуће је сматрати Русију у различитим вековима истоветним) као и до његовог садржаја (питање како руска или „царска“ аутократија разликује од „редовне” аутократије или од европског апсолутизма у том смислу).
У вези са суштином модела аутократије, о његовом изједначавању са деспотизмом и његовом наводном пореклу у монголској владавини, као ио његовом наводном успону у средњовековној Москви, водила се велика дебата. Као прво, марксистички совјетски научници су се бавили предреволуционарним апсолутизмом и идентификовали су бојарске елите и бирократију као њене стубове. На пример, Сергеј М. Троицки је тврдио да су руски монарси имали власт над племством које је сведено на државну службу. Према Троицком, апсолутизам у Русији био је исти као и свуда. То је довело до тешког положаја унутар марксизма, јер се апсолутизам врти око институција и закона, који су у основи били мање важни од социоекономске основе друштва. Ово поставља питање како је апсолутизам могао бити исти када друштвено-економске прилике у Русији нису биле исте као другде.
Како би помирио несоциоекономску природу апсолутизма са марксистичком теоријом, совјетски научник Александар Н. Чистозвонов је предложио да се руска монархија групише са пруском и аустријском, формирајући јасну мешавину западноевропског апсолутизма и „оријенталног деспотизма“. У очима Чистозвонова, који год апсолутистички или аутократски елементи заиста били присутни у Русији, они нису јединствени и не гарантују ексклузивну категоризацију Русије.
Совјетски историчари Петр А. Зајончковски и његова ученица Лариса Г. Захарова фокусирали су се на важност политичких убеђења руских званичника и бирократа да би објаснили доношење политичких одлука у деветнаестом веку. Совјетски историчари Зајончковски и Захарова су показивали да Руска Империја није била јединствена и моћна целина (којом је командовала економски доминантна класа), они су се такође ухватили у коштац са марксистичким схватањима руске аутократије. Док су, као и Троицки, проучавали племство и бирократију (у каснијем периоду), Зајончковски и Захарова су дали другачију слику о положају цара. Поклапајући се у ставовима са западним научницима као што је Роберт Крумеј, они су оголили међузависност монарха и племства у пракси владавине.
Ван Русије и Совјетског Савеза, Ханс Јоахим Торке је, између осталих, покушао да се супротстави идеји свемоћне аутократске државе указујући на међусобну зависност услужних елита и државе (сковавши термин „државно условљено друштво“). Торке признаје да цареви нису били зауздани било каквим обликом устава, али наглашава, на пример, ограничења хришћанског морала и дворских обичаја. Такозвана „америчка школа“ 1980-их и 1990-их се залагала за важну улогу елитних мрежа и њихову моћ на двору. Едвард Кенан отишао је још даље у свом добро познатом делу о московској политичкој култури, тврдећи да је цар био само марионета у рукама бојара који су имали стварну власт иза кулиса.
За друге, попут Дејвида Рансела и Пола Бушковича, иде предалеко да се односе између цара и племства приказују као што то чини Кинан, јер не цени њихову сложеност. Бушкович тврди да је теоријски недостатак ограничења моћи цара ирелевантан и уместо тога тврди да је „кључно питање“ где лежи права моћ. По његовом мишљењу, то се може показати само политичким наративом догађаја. Бушкович је ставио однос снага између цара, појединачних бојара и царевих миљеника у центар политичког одлучивања. При томе, Бушкович је открио да, с једне стране, царска релативна моћ варира од-до монарха. У случају Петра I чак се мењао више пута.
Чарлс Ј. Халперин је упозорио на ставове који сувише лако захтевају доминацију цара и државе у политици или друштву. Признајући институционалне разлике између Московије и западноевропских монархија, Халперин ипак наглашава да те разлике не треба сматрати апсолутним. 